# Petr Šrámek
Petr Šrámek je český podnikatel, mentor startupů a firem a popularizátor vědeckého pokroku v oblasti umělé inteligence a dlouhověkosti se zaměřením zejména na lidské zdraví a vzdělávání.
Petr Šrámek byl uveden ve skupině 28 leadrů umělé inteligence v hlavní studii mezinárodní patentové organizace WIPO.

## Život
Po bakalářskému studiu na Českém vysokém učení technickém pokračoval při podnikání ve studiu MBA na Prague International Business School a Manchester University. Dále studoval ekonomii, mezinárodní vztahy, politologii, práva a komunikaci na CEVRO Institutu Praha. Vzdáleně dále studoval Komplexitu na americkém institutu Santa Fe, Umělou inteligenci na Columbia University a Machine Learning na Stanfordu.[zdroj?]
Součástí jeho rodové linie je praprastrýc Fráňa Šrámek, děd ministerský rada Mirko Šrámek zemřel po výslechu nacisty, babička Milada Šrámková byla spisovatelka.[zdroj?]
Petr Šrámek inicioval vznik národní soutěže o nejlepší osobnosti a projekty v oblasti umělé inteligence AI Awards a je spoluzakladatelem Platformy umělé inteligence při Svazu průmyslu a dopravy České republiky.